# Gà so má trắng
Gà so má trắng (danh pháp khoa học: Arborophila atrogularis) là một loài chim trong họ Phasianidae.
Gà so má trắng được tìm thấy chủ yếu ở Đông Bắc Ấn Độ, bắc Myanmar và đông bắc Bangladesh, sinh sống dưới lớp cây cối rậm rạp trong rừng thường xanh nguyên sinh và thứ sinh; đôi khi bao gồm các khu vực lân cận của cây bụi, tre, đồng cỏ và đất canh tác. Ở Ấn Độ, loài này thường xuất hiện ở độ cao dưới 750 m, nhưng có thể được tìm thấy ở độ cao tới 1.220 m ở Đông Nam Á. 